# Kashmir Ki Kali
Kashmir Ki Kali ist eine erfolgreiche, romantische Hindi-Filmkomödie von Shakti Samanta aus dem Jahr 1964.

## Handlung
Rajiv ist alleiniger Erbe eines millionenschweren Vermögens. Seine Mutter Rani Maa mag es allerdings nicht, wenn er das Familienvermögen großzügig verteilt. Gemeinsam mit ihrem Manager Shyamlal wollen sie Rajiv unter die Haube bringen. Der allerdings ist alles andere als begeistert und flieht in die Berge Kaschmirs.
Dort besitzt die Familie einen Bungalow, wo Rajiv seine Freiheit genießt und auf die hübsche Blumenverkäuferin Champa aufmerksam wird. Die beiden können sich auf Anhieb gut leiden und sind bald so weit, dass sie ans Heiraten denken, wäre da nicht Champas Vater Duni, der sie mit Mohan verheiraten möchte.
Die Situation verschlimmert sich, als Rajivs Aufziehmutter Karuna im Sterbebett liegt, denn sie enthüllt ein Geheimnis, welches Rajiv ein Leben lang vorenthalten wurde: Rani Maa ist nicht seine leibliche Mutter. Rajiv ist der Sohn ihres Bruders Dinu, der sich nie um ihn gekümmert hatte. Deshalb hat Karuna ihn bei Rani Maa, ihrer Arbeitgeberin, aufgezogen. Rani Maa hatte zu diesem Zeitpunkt ein neugeborenes Mädchen. Eines Nachts kidnappt Dinu das Mädchen, damit Rajiv der alleinige Erbe über Rani Maas Vermögen wird.
Rajiv ist über die Geschichte geschockt und will Dinu zur Rede stellen. Bei ihrer verbalen Auseinandersetzung gesteht er nicht Champas Vater zu sein. Champa sei die leibliche Tochter Rani Maas und die eigentliche Erbin.
Nachdem die ganze Wahrheit ans Licht gekommen ist und die beiden zu ihren wahren Eltern gefunden haben, können sie glücklich zusammen leben.

## Musik
| Lied                               | Sänger                     |
| ---------------------------------- | -------------------------- |
| Diwana Huwa Badal, Yeh Dekhake Dil | Mohammad Rafi, Asha Bhosle |
| Isharon Isharon Mein               | Mohammad Rafi, Asha Bhosle |
| Meri Jaan Balle                    | Mohammad Rafi, Asha Bhosle |
| Subhan Allah                       | Mohammad Rafi              |
| Hai Duniya Usiki                   | Mohammad Rafi              |
| Ye Chand Sa Roshan                 | Mohammad Rafi              |
| Kisi Na Kisi Se Kabhi Na Kabhi     | Mohammad Rafi              |
| Balma Khuli Hawa Mein              | Asha Bhosle                |

Die Liedtexte zur Musik von O. P. Nayyar schrieb S. H. Bihari.

## Hintergrund
Der Filmtitel ist Lata Mangeshkars Hit-Song Kashmir ki kali hoon main aus dem Film Junglee (1961) entlehnt.
Sharmila Tagore hatte mit Kashmir Ki Kali ihr Debüt im Hindi-Film.

## Kritik
Kapoor hat etwas zugenommen und seine Körperbewegungen sind weniger elegant als in seinen Schwarzweißfilmen von Nasir Hussain, jedoch der Einfluss von Rockmusik, exotischen Handlungsorten und die Betonung auf die Jugendkultur der Oberschicht wirken aus seinen früheren Filmen fort.